# Andrea Bocelli
Andrea Bocelli, italijanski tenorist, * 22. september 1958, Lajatico, Toskana, Italija.
Je eden najbolj znanih italijanskih pevcev, ki je prodal več kot 70 milijonov izvodov albumov po vsem svetu. Leta 2010 je kot priznanje za svoje delo na področju mednarodne glasbe dobil zvezdo na Hollywoodski aleji slavnih.

## Znane skladbe
- Con te partirò
- Time to Say Goodbye (duet s Sarah Brightman)
- Vivo per lei - Ich lebe für sie (duet z Judy Weiss)
- Somos Novios
- Musica è
- The Prayer (duet s Céline Dion)
- Mi manchi

## Diskografija
- Il Mare calmo della Sera (1994)
- Bocelli (1995)
- Viaggio Italiano (1995)
- Romanza (1996)
- Aria – The Opera Album (1997)
- Hymn for the World (1997)
- II Mare Calmo Della Sera (1998)
- Viaggo Italiano (1998)
- Bocelli (1998)
- Hymn for the World 2 (1998)
- Sogno (1999)
- Sacred Arias (1999)
- Verdi (2000)
- La Boheme (2000)
- Cieli di Toscana (2001)
- Sentimento (2002)
- Tosca (2003)
- Il Trovatore (2004)
- Andrea (2004)
- Werther (2005)
- Amore (2006)
- Pagliacci (2006)
- The Best Of Andrea Bocelli – Vivere (2007)
- Carmen (2008)
- My Christmas (2009)
- Passione (2013)